# 545 (tal)
545 är det naturliga heltal som följer 544 och följs av 546.

## Matematiska egenskaper
- 545 är ett udda tal.
- 545 är ett semiprimtal[1].
- 545 är ett defekt tal.
- 545 är ett sammansatt tal.
- 545 är ett Centrerat kvadrattal.
- 545 är ett Prothtal.

## Inom vetenskapen
- 545 Messalina, en asteroid.